# Amandinea efflorescens
Amandinea efflorescens är en lavart som först beskrevs av Johannes Müller Argoviensis och som fick sitt nu gällande namn av Bernhard Marbach 2000. 
Amandinea efflorescens ingår i släktet Amandinea och familjen Caliciaceae. Inga underarter finns listade i Catalogue of Life.